# Language Testing
A Language Testing (magyarul: nyelvtesztelés) egy recenzionált tudományos folyóirat, amely tudományos cikkeket jelentet meg a nyelvi tesztelés és értékelés szakterületeken. Fő szerkesztői Luke Harding (Lancasteri Egyetem) és Paula Winke (Michigan Állami Egyetem). 1984-ben alapították, a SAGE Publications adja ki.

## Kivonatolás és indexelés
A Scopus és a Társadalomtudományi Idézet Index kivonatolja és indexeli a Language Testing folyóiratot. A Journal Citation Reports szerint a 2010. évi hatástényezője 0,756, és a 141 folyóirat közül a 60. helyen szerepel a „Nyelvészet” kategóriában.

## Fordítás
Ez a szócikk részben vagy egészben  a   Language Testing című angol Wikipédia-szócikk ezen változatának fordításán alapul.  Az eredeti cikk szerkesztőit annak laptörténete sorolja fel. Ez a jelzés csupán a megfogalmazás eredetét és a szerzői jogokat jelzi, nem szolgál a cikkben szereplő információk forrásmegjelöléseként.